# 岩内町

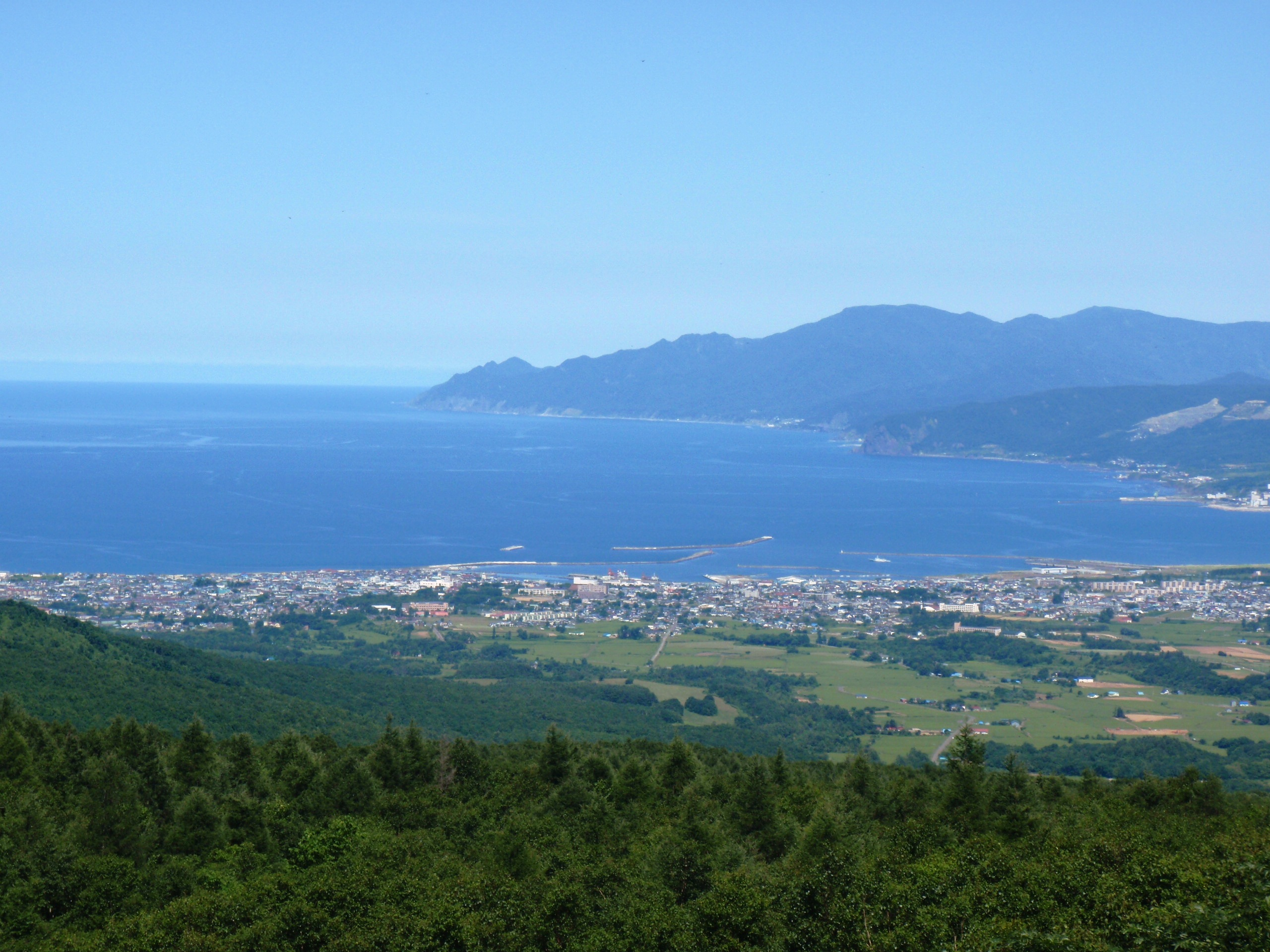
ニセコパノラマラインから見る岩内町市街地（2011年）

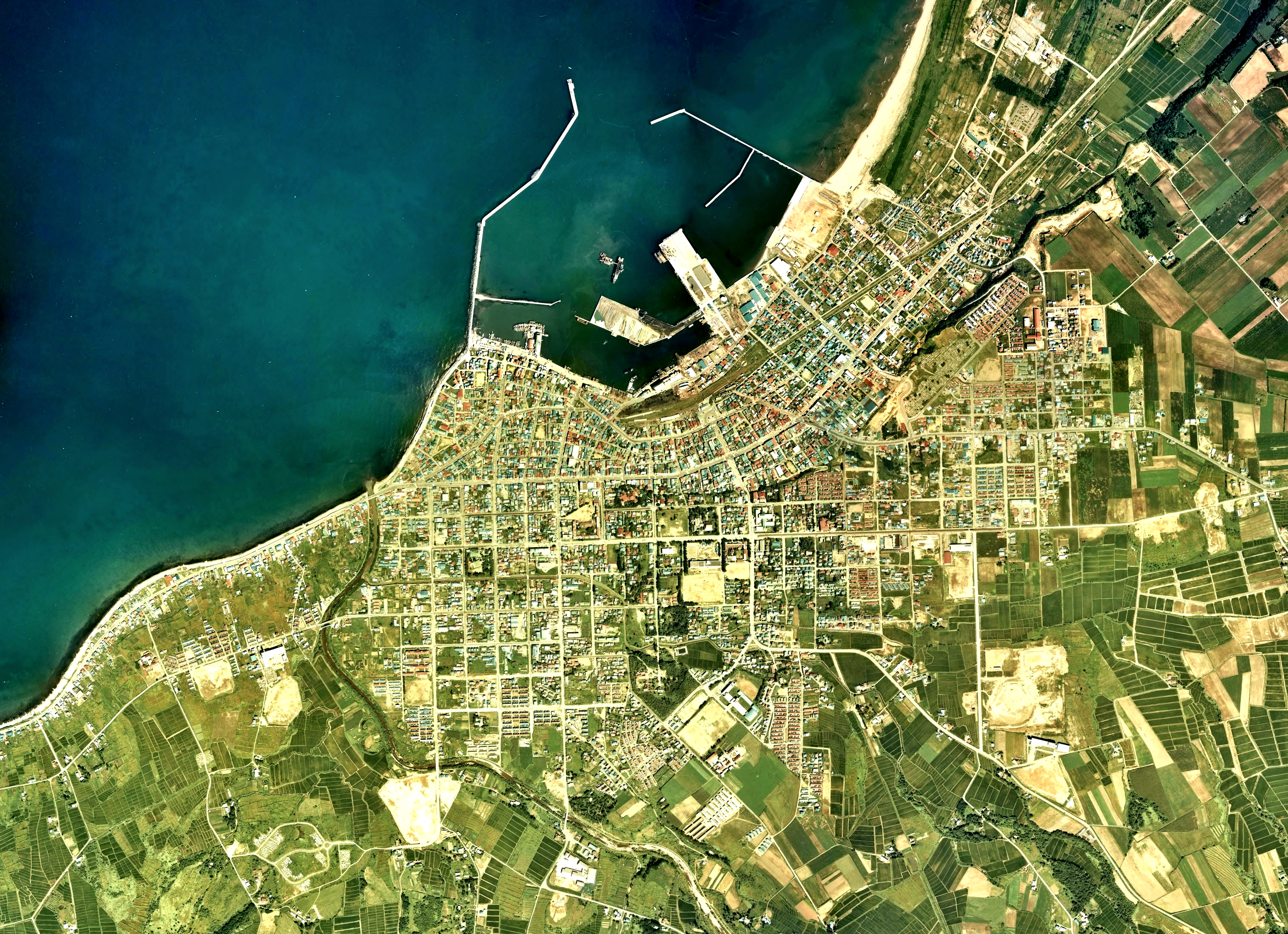
岩内町中心部周辺の空中写真。港湾施設に面して岩内駅（1985年廃止）が見える。1976年撮影の7枚を合成作成。
。

岩内町（いわないちょう）は、北海道後志総合振興局管内にある町。岩内郡に属す。旧岩内町と島野村の合併により、1955年（昭和30年）4月1日に誕生した町である。

## 語源
アイヌ語のイワウナイ（iwaw nay 硫黄の川）とする説や、イワナイ（iwa nay 山の川）とする説などがある。

## 地理
南西部の海岸は断崖・奇岩が連なっている。雷電温泉の付近はニセコ積丹小樽海岸国定公園に指定されている。
- 河川
  - 野束川
  - 運上屋川
  - ポンイワナイ川
  - メトチ川
  - 権太川

### 隣接している自治体
- 後志総合振興局
  - 磯谷郡：蘭越町
  - 岩内郡：共和町

## 歴史
- 縄文時代の装飾品、石器などが発掘されている。アイヌ文化期も、日本海沿岸の交易拠点として栄えた。
- 1190年（文治3年） - 奥州平泉から逃れた源義経がこの地に落ちのびたのちに大陸に渡り、チンギス・ハーンになったという伝説がある。
- 1456年（康正2年） - 岩内地方に和人の往来があった。
- 1751年（宝暦元年） - 近江商人の恵比須屋（岡田）弥三右衛門が岩内・古宇の両場所を請け負う。（これが岩内町の開基である。）
- 1869年（明治2年）7月26日 - 蝦夷地が北海道となり、岩内の名称が確定する。開拓使出張所が設置される。
- 1869年（明治2年）9月 - 場所請負制が廃止される。
- 1872年（明治5年） - 岩内郡内に戸長と副戸長が置かれる。
- 1897年（明治30年） - 岩内支庁が設置される。
- 1900年（明治33年） - 岩内町が一級町村制を施行する。
- 1909年（明治42年） - 島野村が二級町村制を施行する。
- 1912年（明治45年）5月4日  - 岩内町沖合で暴風雨のため漁船31隻が遭難。死者・行方不明者115人[3]。
- 1954年（昭和29年） - 洞爺丸台風による強風のさなかに出火、全家屋の80％を焼失する大火災に見舞われる（岩内大火）。
- 1955年（昭和30年）4月1日 - 岩内町と島野村が合併し、新「岩内町」が誕生する。
- 1959年（昭和34年）2月10日 - 出漁中の磯舟57隻が猛吹雪に遭い次々と沈没。行方不明12人[4]。
- 2024年（令和6年）4月26日 - 岩内町が「日本サッカー協会100周年表彰（感謝表彰）」を受ける[5]。

## 経済

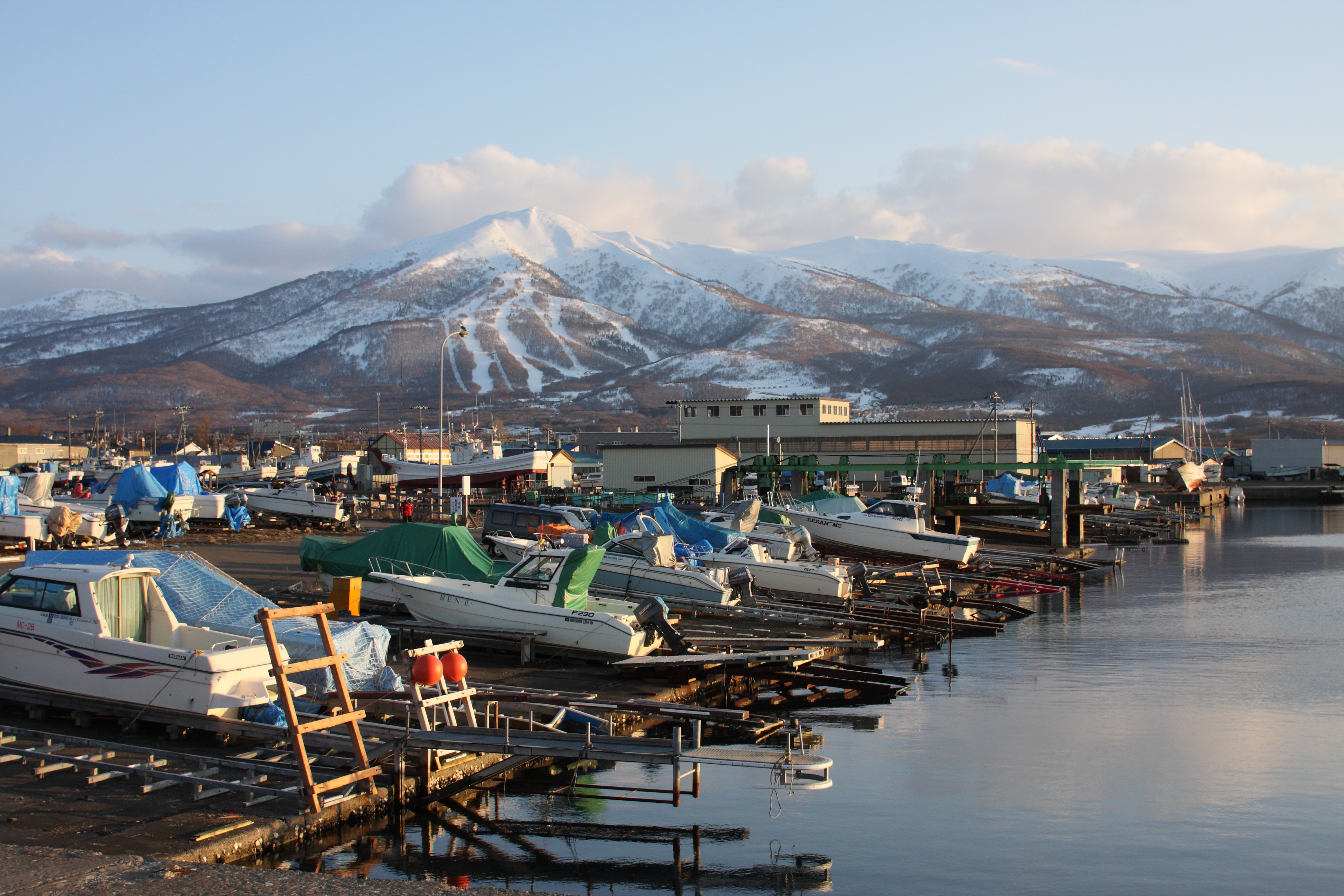
岩内港

### 産業
主に農業、漁業。日本におけるアスパラガス栽培の発祥の地でもある。

### 立地企業
- 日本アスパラガス株式会社（字野束）
- 三菱重工業株式会社 高砂製作所岩内工場（字大浜）
- 倉島乳業株式会社（字宮園、工場は仁木町に所在）
- 北海道新聞社岩内支局（字高台）
- 毎日新聞岩内通信部（字万代）
- 株式会社草別組（字東山）
- 株式会社吉本組（字大浜）
- 北海道海洋土木株式会社（字大浜）
- 協成建設工業株式会社（字東山）
- 鈴木建設株式会社（字栄）
- 佐竹建設株式会社（字御崎）
- 株式会社川端組（字栄）

### 金融機関
- 北海道信用金庫
  - 岩内支店（字清住）※旧岩内信用金庫本店→旧北海信用金庫岩内支店
  - ※かつては旧小樽信用金庫岩内支店、のちに北海道信用金庫岩内支店高台出張所が字高台に所在したが、2018年9月18日同信金岩内支店に吸収合併となり廃止
- 北洋銀行岩内中央支店（字万代）
- 北海道銀行岩内支店（字高台）

### 農協・漁協
- きょうわ農業協同組合（JAきょうわ）岩内支所（字大浜）
- 岩内郡漁業協同組合（字大浜）

### 郵便局
- 岩内郵便局（集配局）（字高台）
- 岩内高台郵便局（旧名・岩内駅前郵便局）（字高台）
- 島野郵便局（字野束）

他に岩内宮園（2021年4月1日から一時閉鎖）、岩内大浜、岩内東山の簡易郵便局が所在。

### 宅配便
- ヤマト運輸：千歳主管支店岩内センター（共和町）
- 佐川急便：倶知安営業所（倶知安町）
- 日本通運：小樽支店（小樽市）

## 公共機関

### 警察
- 岩内警察署（字高台5）

## 姉妹都市

### 国内
- 青森県西津軽郡深浦町
- 新潟県上越市

### 海外
- スラヴャンカ（ロシア連邦）- 1997年提携

## 地域

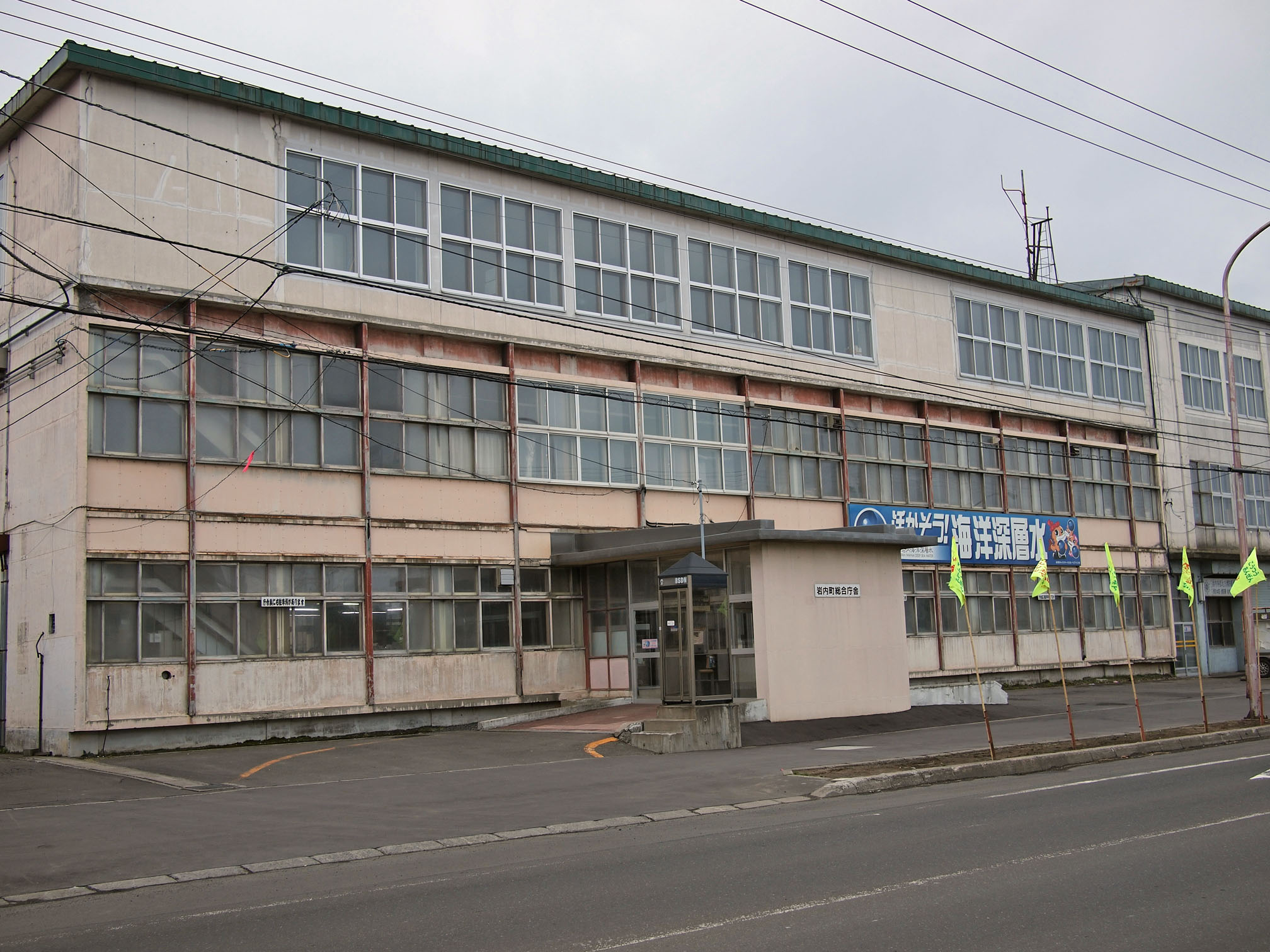
・岩内町役場（字清住258、2015年5月6日まで使用、2016年に解体され2017年から跡地にサッポロドラッグストアー清住店が開業

### 人口
| |                                        |  |
| 岩内町と全国の年齢別人口分布（2005年） | 岩内町の年齢・男女別人口分布（2005年） |  |
| ■紫色 ― 岩内町 ■緑色 ― 日本全国 | ■青色 ― 男性 ■赤色 ― 女性              |  |
| 岩内町（に相当する地域）の人口の推移 \| 1970年（昭和45年） \| 25,799人 \| \| \| 1975年（昭和50年） \| 25,823人 \| \| \| 1980年（昭和55年） \| 22,373人 \| \| \| 1985年（昭和60年） \| 20,892人 \| \| \| 1990年（平成2年） \| 19,372人 \| \| \| 1995年（平成7年） \| 17,895人 \| \| \| 2000年（平成12年） \| 16,726人 \| \| \| 2005年（平成17年） \| 15,744人 \| \| \| 2010年（平成22年） \| 14,446人 \| \| \| 2015年（平成27年） \| 13,042人 \| \| \| 2020年（令和2年） \| 11,648人 \| \| |                                        |  |
| 総務省統計局 国勢調査より |                                        |  |
| 1970年（昭和45年） | 25,799人                               |  |
| 1975年（昭和50年） | 25,823人                               |  |
| 1980年（昭和55年） | 22,373人                               |  |
| 1985年（昭和60年） | 20,892人                               |  |
| 1990年（平成2年） | 19,372人                               |  |
| 1995年（平成7年） | 17,895人                               |  |
| 2000年（平成12年） | 16,726人                               |  |
| 2005年（平成17年） | 15,744人                               |  |
| 2010年（平成22年） | 14,446人                               |  |
| 2015年（平成27年） | 13,042人                               |  |
| 2020年（令和2年） | 11,648人                               |  |

### 教育
- 高等学校
  - 北海道岩内高等学校（字宮園）
- 中学校
  - 岩内町立岩内第一中学校（字宮園）
  - 岩内町立岩内第二中学校（字野束）
- 小学校
  - 岩内町立岩内東小学校（字東山）
  - 岩内町立岩内西小学校（字野束）

かつては字高台に町立岩内中央小学校もあったが2014年に閉校になり、旧校舎は「岩内町地域交流センター」、体育館は「岩内町民体育館」として利用されていたが、町内の4つの小中学校を統合して「義務教育学校」を開設する計画が進行しており、老朽化した旧岩内中央小学校と旧体育館を取り壊して跡地に2026年（令和8年）完成予定。

## 住宅団地
- 道営住宅野束団地
- 道営住宅相生団地
- 道営住宅栄夕陽ヶ丘団地

ほかに町営団地（東山、みどりが丘、東宮園、東相生、栄、大浜、南栄、島野）があるが、その内、築50年以上経過し老朽化のため2017年から島野、東相生の団地は住民移転の上取り壊しが始まり、みどりが丘団地も2017年度中に住民退去・移転の後2020年には全て取り壊された。

## 交通

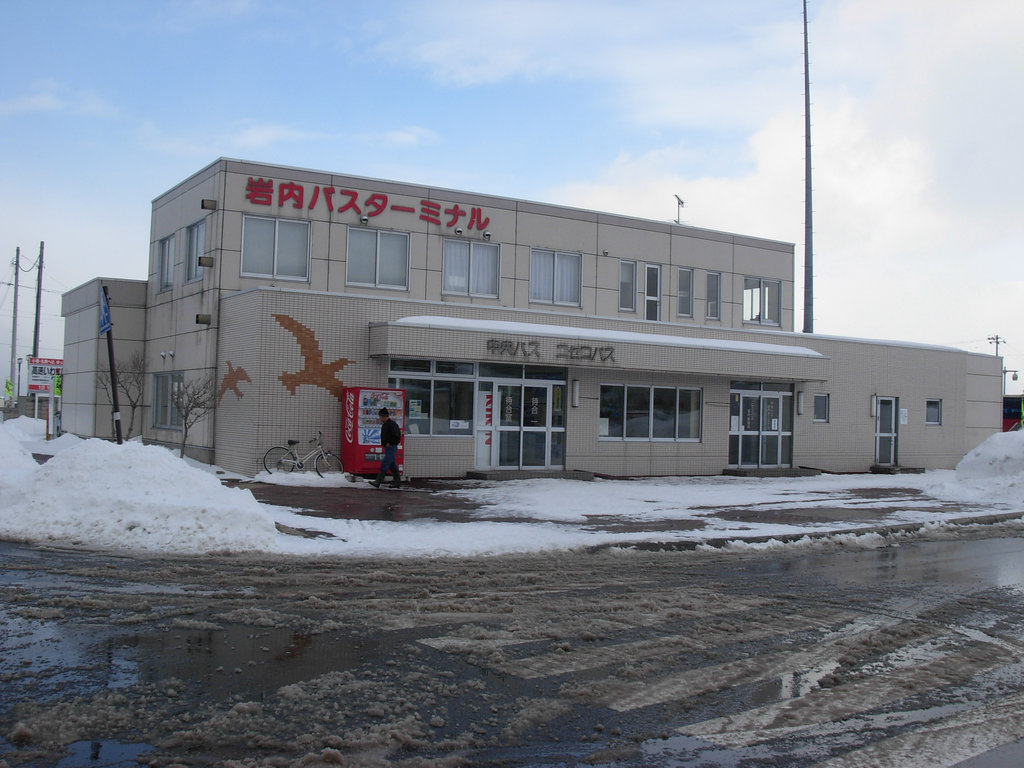
岩内バスターミナル

### 鉄道
現在は町内を鉄道路線は通っていない。最寄り駅は、JR北海道函館本線小沢駅。
かつては小沢駅から分岐する国鉄岩内線が通っていたが、1985年7月1日に廃止されている。

#### 廃止路線
- 日本国有鉄道
  - 岩内線
    - 岩内駅

### 路線バス
町内に岩内バスターミナルがあり、主要都市や鉄道駅と岩内町を結ぶ路線バスや、岩内町と周辺町村を結ぶ路線バスが発着する。
- ニセコバス
  - 小沢線：倶知安町 - 共和町 - 岩内町
  - 雷電線：岩内町 - 蘭越町 - 寿都町
- 北海道中央バス
  - 高速いわない号：札幌市 - 小樽市 - 余市町 - 仁木町 - 共和町 - 岩内町
- 岩宇地域公共交通活性化協議会
  - 岩宇地域海岸線（しおかぜライン）：岩内町 - 共和町 - 泊村 - 神恵内村
- 町内路線（運行主体は岩内町）
  - いわない循環バス ノッタライン - ニセコバスが運行
  - 円山地域乗合タクシー - キングハイヤーが運行

### 道路
- 一般国道
  - 国道229号
  - 国道276号
- 都道府県道
  - 北海道道66号岩内洞爺線（岩内 - ニセコ間の愛称はニセコパノラマライン）
  - 北海道道268号岩内蘭越線
  - 北海道道270号岩内港線
  - 北海道道840号野束清住線
- 道の駅
  - いわない

### タクシー
- フレンドタクシー
- キングハイヤー

### 航路
現在は定期航路は通っていない。
1990年から東日本フェリーが岩内港 - 直江津港を結ぶフェリー航路を開設していたが、1999年に休止となった。2005年に町は航路再開を断念し、岩内港のフェリーターミナルは解体された。

## 通信
- 市外局番は0135（余市MAエリアも0135だが互いに市外局番からかける必要がある）
- 市内局番は61 - 63、67。

## 名所・旧跡・観光スポット・祭事・催事

### 文化財
- 岩内東山円筒文化遺跡出土の遺物 - 北海道指定有形文化財（美術工芸品）、岩内町郷土館
- 岩内東山円筒文化遺跡 - 北海道指定史跡
- 阿弥陀如来大仏像 - 岩内町指定有形文化財（美術工芸品）、帰厚院（字高台）
- 岩内赤坂奴 - 岩内町指定無形民俗文化財、岩内赤坂奴保存会

　　　岩内神社例大祭で奉納される奴振り行列
- 一本柳 - 岩内町指定天然記念物

### 観光
- 朝日温泉（字敷島内）※現在休業中

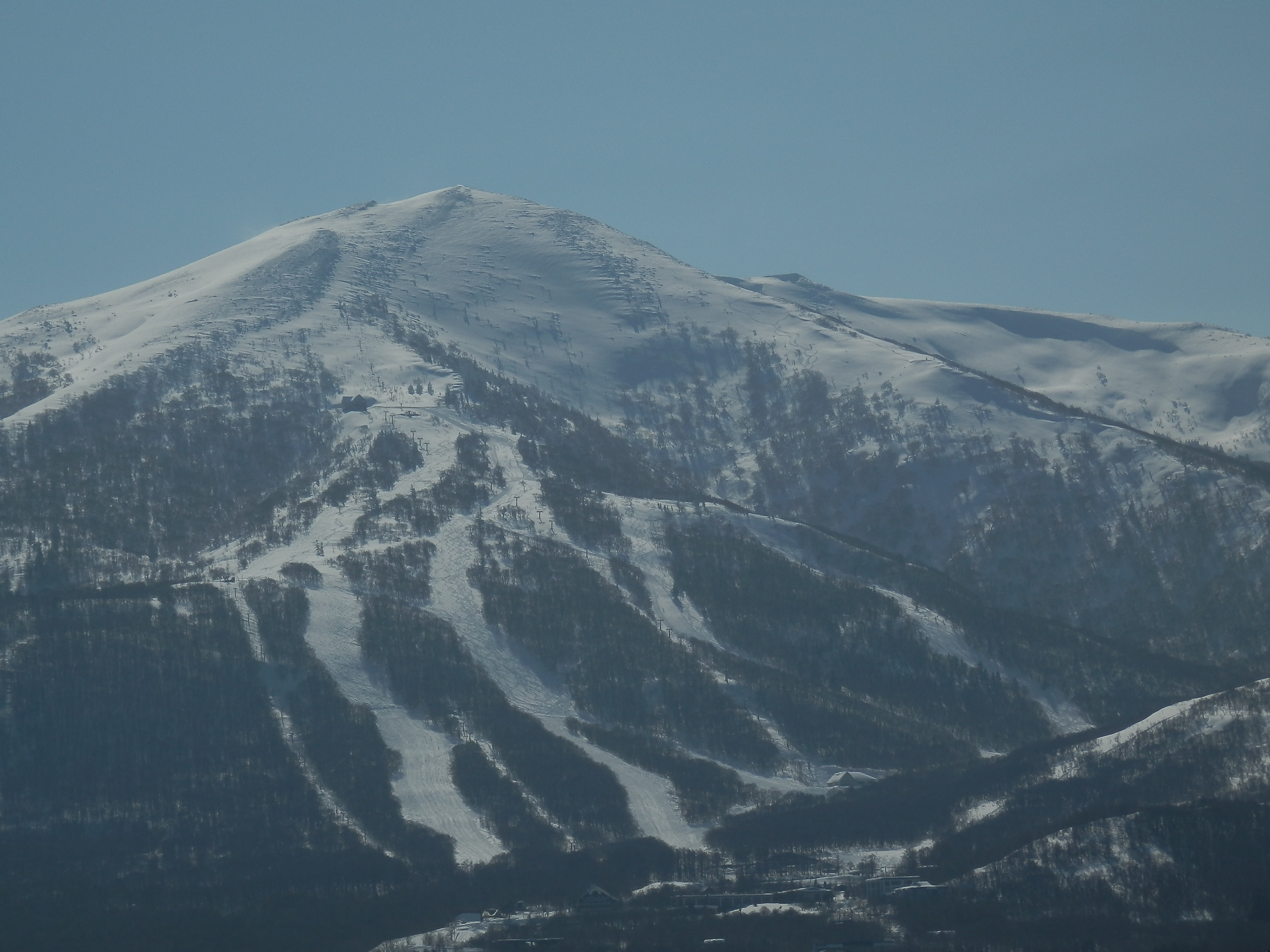
ニセコいわない国際スキー場

- 雷電温泉（字敷島内）※2022年現在、温泉旅館・ホテルは全て廃業している
- いわない温泉（円山リゾート内）好循環型再生可能エネルギー活用型地域を目指して、新たな温泉地ブランド「いわない温泉」がスタート。[9]
  - いわない高原ホテル
  - 高島旅館
  - サンサンの湯
  - おかえりなさい
- 木田金次郎美術館（字万代）
- 荒井記念美術館（字野束）
- 岩内市民劇場
- 含翠園
- 夏目漱石立籍地の碑
- 弁慶の刀掛岩
- 円山展望台

### 神社・仏閣
- 遍照山本弘寺（北海道三十三観音霊場5番札所、字東山）
- 岩内山帰厚院[10]（字高台）
- 岩内神社（字宮園）

## マスコットキャラクター
- マスコットキャラクターは、スケトウダラのたら丸である。

## 岩内町出身の著名人
- 池森秀一 - ミュージシャン、DEENボーカル
- 石川サブロウ - 漫画家、「がばい -佐賀のがばいばあちゃん-」
- 石林清 - 元札幌市収入役
- 一山本大生 - 放駒部屋所属の大相撲幕内力士
- 岩城成治 - 元岩内町長
- 岩城禮三 - 言語学者、札幌医科大学名誉教授
- 大沢鉄男 - 自転車競技選手、メルボルン、ローマの両五輪出場。
- 笠谷昌生 - スキージャンプ選手、コーチとして日本ジャンプ陣を1972年札幌オリンピック70m級ジャンプ表彰台独占の快挙へ導く。
- 川村雅則 - 労働経済学者、北海学園大学教授
- 木田金次郎 - 画家 有島武郎の小説「生れ出づる悩み」のモデル
- 小仲賢亮（五代目山口組二代目誠友会副会長）
- 斉藤英二 - 元石狩市長
- 柴橋伴夫 - 詩人、美術評論家
- 下田喜久三 - 農学博士、日本および東洋におけるアスパラガス栽培の先駆者
- 白井俊之 - ニトリホールディングス代表取締役社長、ニトリ代表取締役社長
- 鈴木茂 - 元北海道拓殖銀行頭取、元JR北海道会長
- 田南部力 - レスリング選手、アテネ五輪銅メダリスト
- 長浜功 - 教育学者、近代日本文化研究者
- 橋本信夫 (獣医学者)
- 藤倉英幸 - イラストレーター、貼り絵作家
- 村田唯 - 女優

## 岩内町ゆかりの有名人
- 池高暢希 - プロサッカー選手、泊村出身だが、小学校時代にイーグレット岩内に所属していた。
- 荻原井泉水 - 日本の俳人、北海道岩内町立岩内西小学校校歌[11][12] を作詞。團伊玖磨と共に日本芸術院会員で鎌倉在住だった。
- 大鵬幸喜 - 日本の元大相撲力士・第48代横綱。小学校1年生の1年間、北海道岩内町立岩内西小学校に在学していた[13]。
- 團伊玖磨 - 日本を代表するクラシック音楽の作曲家、北海道岩内町立岩内西小学校校歌[11][12] を作曲。昭和26年（1951年）10月10日制定（開校50周年記念）、北海道唯一の團伊玖磨作曲の小学校校歌である。
- 中居正広 - 元タレント、元テレビ司会者、SMAP元リーダー。父が岩内町出身。岩内町人会に親子で参加して地元の話題になった。
- 中島みゆき - シンガーソングライター、5歳から11歳までをこの地で過ごした。
- 夏目漱石 - 25歳のときより22年間、本籍を岩内町に置いていた[14]。岩内町郷土館がその戸籍謄本を所蔵している[15]。町内に「文豪夏目漱石立籍地」という碑がある[16]。

## 文学
- 有島武郎『生まれ出づる悩み』（大正７年）は岩内町の漁師画家木田金次郎がモデル。
- 水上勉の小説「飢餓海峡」で描かれている、強盗殺人放火事件の発生した北海道岩幌町は、1954年（昭和29年）に発生した岩内大火をモデルとしている。